# Tupai
Tupai est un atoll faisant partie des îles Sous-le-Vent dans l'archipel de la Société. Il fait partie de la commune de Bora-Bora, et de la commune associée Faanui.

## Géographie

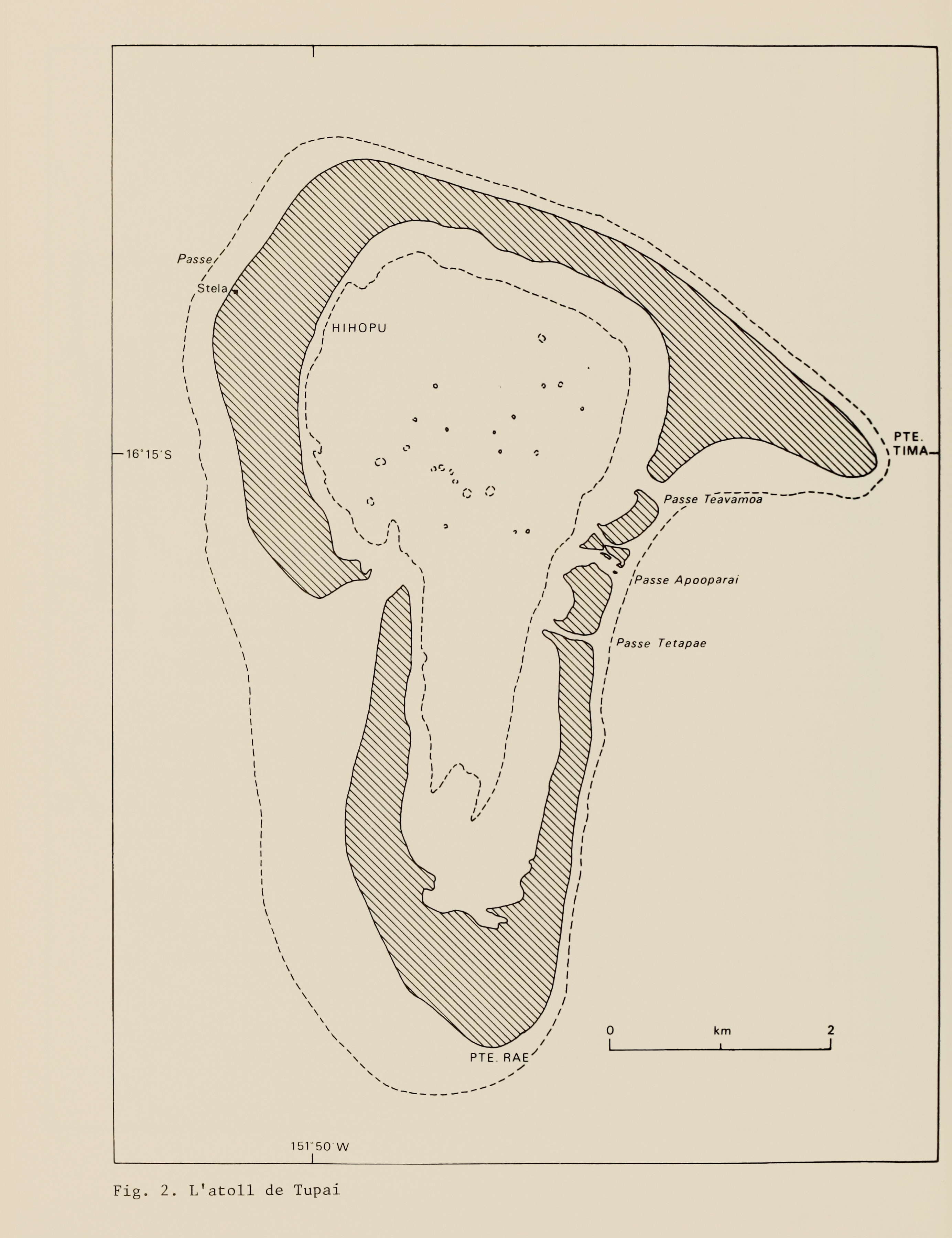
Carte de Tupai
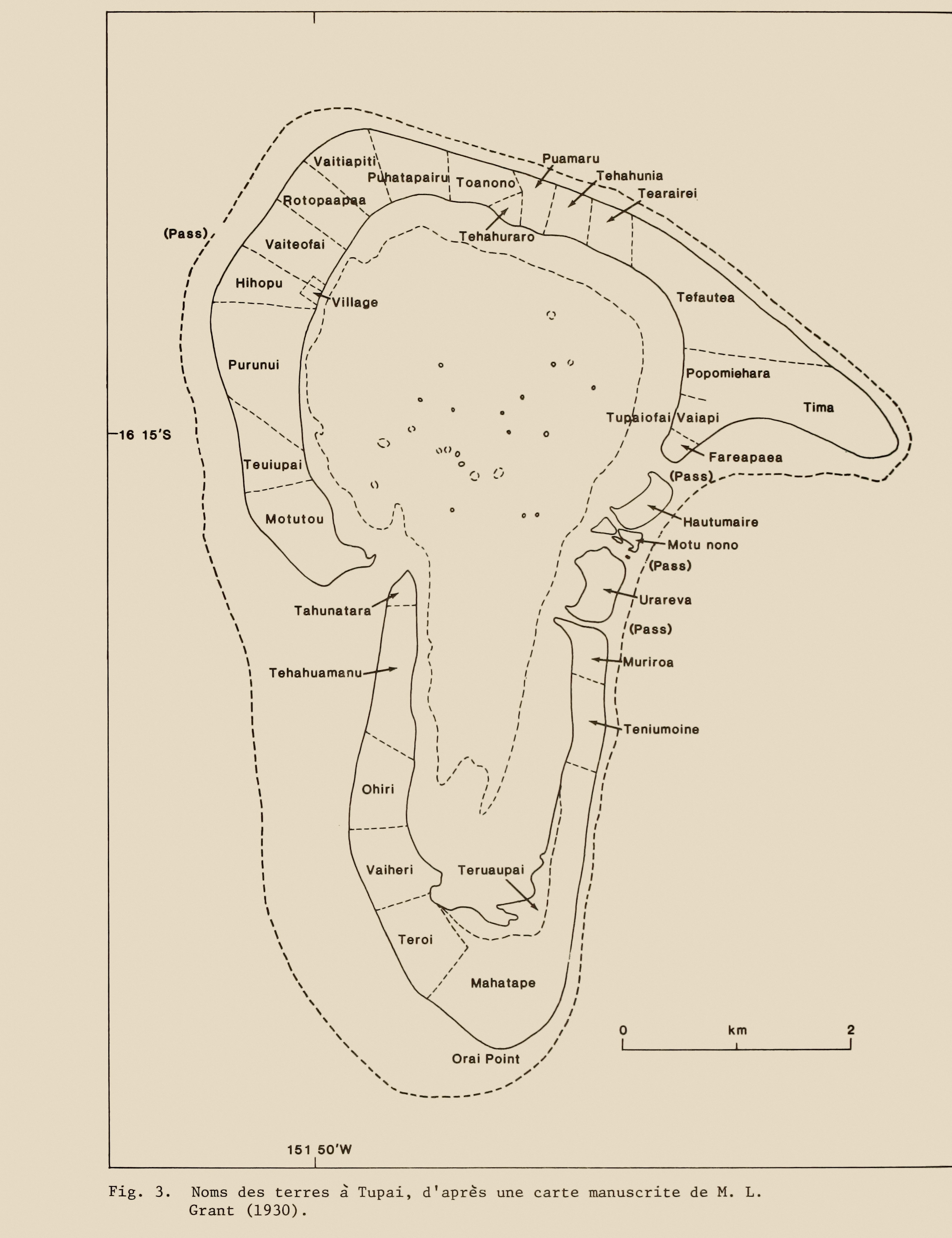
Carte: terres de Tupai

Situé à 6 km de Bora Bora, l'île de Tupai possède un aéroport.
Sur l'île vivait deux habitants permanents en 2012, elle est désormais inhabitée.

## Tourisme
La compagnie Tahiti Nui Helicopters propose aux touristes un vol de 30 min pour survoler l'île et son lagon.